# إيلدين هنسون
إيلدين هنسون (بالإنجليزية: Elden Henson)‏ (من مواليد 30 أغسطس 1977) هو ممثل أمريكي. قام بدور فوجي نلسون في مسلسل ديرديفيل.

## وصلات خارجية
- إيلدين هنسون على موقع IMDb (الإنجليزية)
- إيلدين هنسون على موقع ألو سيني (الفرنسية)
- إيلدين هنسون على موقع ميوزك برينز (الإنجليزية)
- إيلدين هنسون على موقع أول موفي (الإنجليزية)
- إيلدين هنسون على موقع قاعدة بيانات الأفلام السويدية (السويدية)
- إيلدين هنسون على موقع إن إن دي بي (الإنجليزية)
- إيلدين هنسون على موقع قاعدة بيانات الفيلم (الإنجليزية)
- إيلدين هنسون على موقع كينوبويسك (الروسية)